# Jens-Jessen-Haus

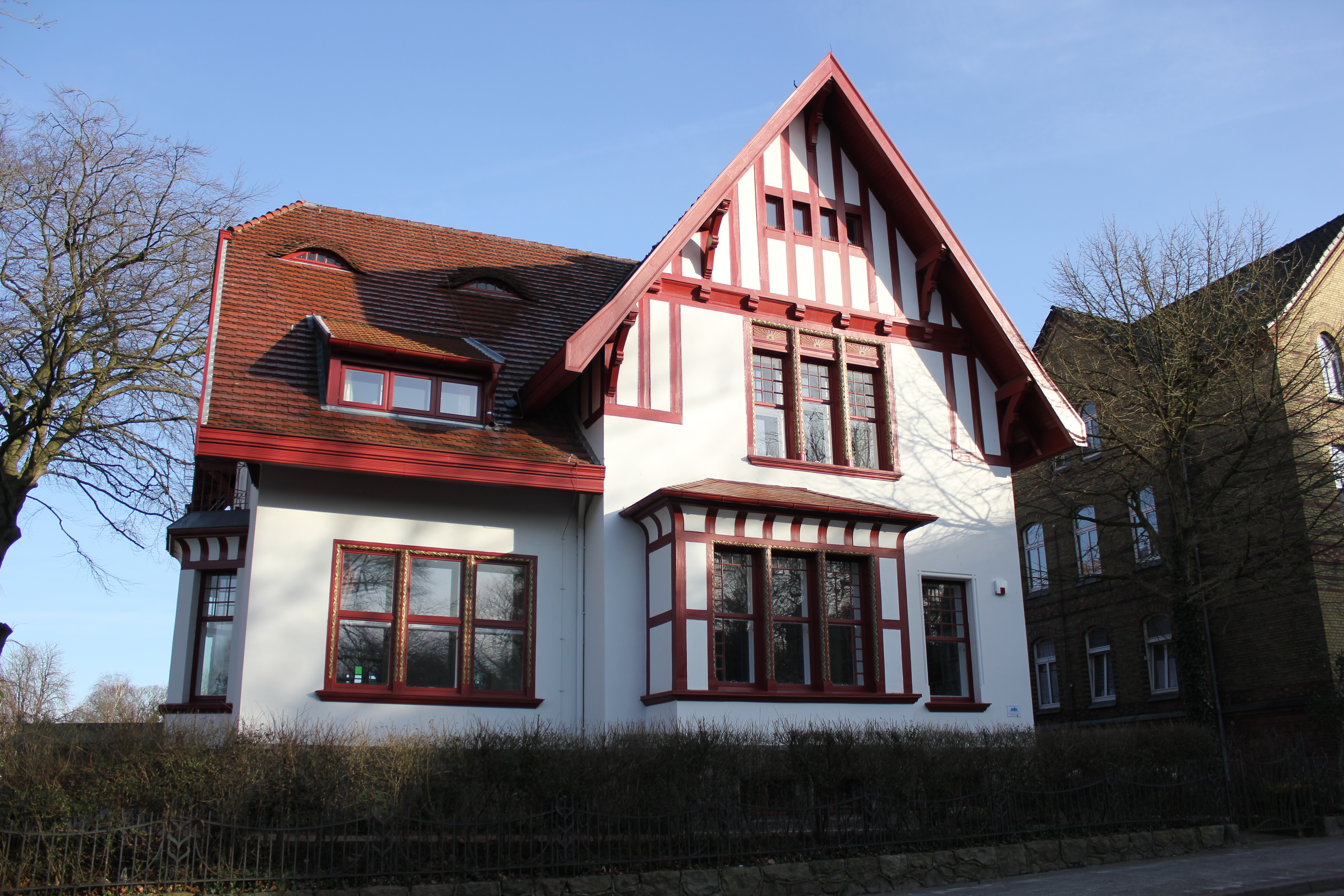
Das Jens-Jessen-Haus (2014)

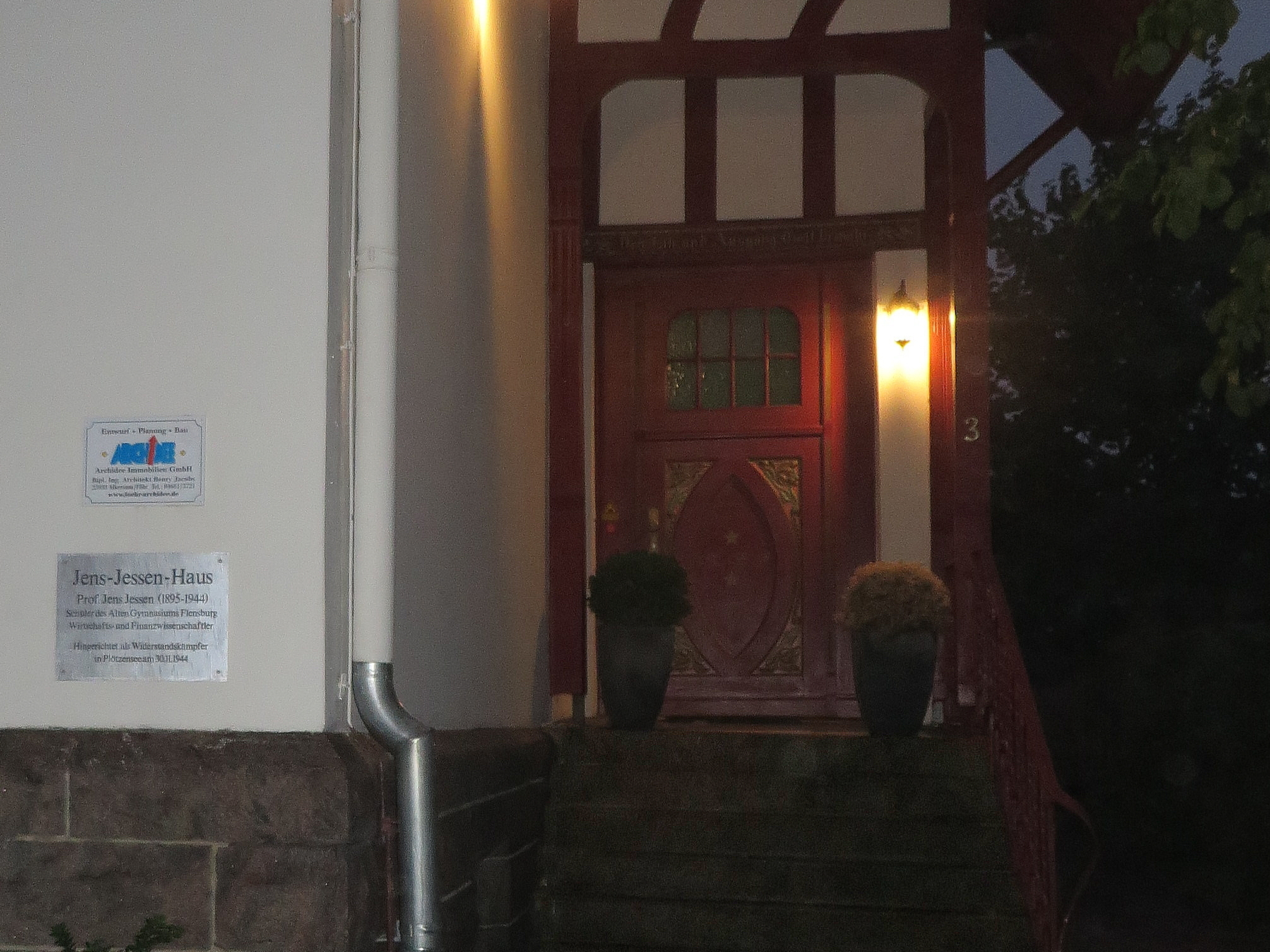
Links neben dem Eingang befindet sich die Gedenktafel an Jens Jessen mit der Benennung „Jens-Jessen-Haus“.

Das Jens-Jessen-Haus (auch seltener: Villa Hansen) in Flensburg-Westliche Höhe, in der Selckstraße 3, ist eine Jugendstilvilla, die zum Gedenken nach dem Nationalökonom und Widerstandskämpfer Jens Jessen benannt wurde, der ein Schüler des benachbarten Alten Gymnasiums war. Die Villa gehört zu den Kulturdenkmalen der Stadt.

## Hintergrund
Die Villa wurde 1903/04 auf der Westlichen Höhe errichtet, wo gutsituierte Bürger Häuser, Gärten und Parks besaßen. Das besagte Landhaus wurde nach Plänen des Architekten Gustav Willrath für die Kommerzienrätin Ida Hansen errichtet. Es trug zunächst die Adresse Marienstraße 79 und seit ungefähr 1926 die Adresse Selckstraße 3. Der Putzbau mit auffälligen Fachwerkanteilen erhielt unterschiedliche malerische Verzierungen. Über der Tür auf der Südseite des Hauses wurde die Inschrift „Den Ein- und Ausgang Gott bewacht“ angebracht. In der Treppenhalle fand eine farbige Jugendstilverglasung mit der Darstellung einer Windmühle ihren Platz. – Bei der dargestellten Mühle handelt es sich um die Windmühle Gertruyde (auch Agathe genannt), die bis 1890 in der unmittelbaren Umgebung des Alten Gymnasiums stand. Im besagten Jahr wurde sie als Ersatz der abgebrannten Boreasmühle in den Südwesten der Stadt umgesetzt. – Die Villa blieb in ihrer ursprünglichen Gestalt bis heute fast vollständig bewahrt. 1958 wurde auf der Gartenseite zur Veranda eine Freitreppe hinzugefügt.
1982 bis 2007 nutzte das benachbarte Alte Gymnasium das Haus. Zu Ehren des ehemaligen Schülers Jens Jessen erhielt das Gebäude damals seinen Namen „Jens-Jessen-Haus“. Jens Jessen war 1885 in Stoltelund bei Tingleff geboren worden. Er war später Schüler des Gymnasiums. In der besagten Villa hat Jens Jessen aber offenbar nicht gelebt, was auf Grund der Benennung vermutet werden könnte. Jessen wurde später Ökonom. Nach dem Hitler-Attentat vom 20. Juli 1944 wurde Jens Jessen als Widerstandskämpfer in Berlin-Plötzensee hingerichtet. Das Haus erhielt eine Gedenktafel an Jens Jessen mit dem Wortlaut: „Jens-Jessen-Haus Prof. Jens Jessen (1895-1944) Schüler des Alten Gymnasiums Flensburg Wirtschafts- und Finanzwissenschaftler Hingerichtet als Widerstandskämpfer in Plötzensee am 30.11.1944“.
Um 2010 drohte dem Jens-Jessen-Hauses der Zerfall. Es wurde verkauft. 2010 erteilte der Umwelt- und Planungsausschuss der Stadt seine Zustimmung zum Bau eines dreigeschossigen Wohnhauses mit drei Stadtwohnungen in der benachbarten Reepschlägerbahn. Beim besagten Grundstück handelte es sich um einen Gartenbereich des Jens-Jessen-Hauses. Für die Zusage zum Bauprojekt versprach der Investor die Sanierung des Jens-Jessen-Hauses. 2013 wurde die Villa vom Architekten Henry Jacobs aus Alkersum Instand gesetzt. In neuerer Zeit wurde die Villa aus geschichtlichen, künstlerischen sowie städtebaulichen Gründen unter Denkmalschutz gestellt.